# Lex Poetelia Papiria
La lex Poetelia Papiria va ser una antiga llei romana que va derogar unes disposicions de les lleis de les dotze taules, procurant reprimir els abusos dels prestadors. La llei es va establir l'any 326 aC quan eren cònsols Gai Peteli Libó Visol i Luci Papiri Cursor Mugil·là. Prohibia empresonar i encadenar els deutors lligats per deutes adquirits pels seus familiars (nexum) i entregar-los als seus creditors, sancionant el principi que són els béns i no les persones els qui responen dels deutes.
Segons el relat de Titus Livi, la necessitat d'aquesta llei va sorgir amb el cas de Gai Publili, qui es va haver de donar en esclavitud a un usurer anomenat Luci Papiri, en pagament d'un deute contret pel seu pare. Luci Papiri es va enamorar del jove Gai Papiri i el va fer assotar quan aquest es va negar a cedir als desigs del seu amo.
El jove Papiri va aconseguir deslliurar-se del creditor, escampant entre el poble el que havia passat, això va moure revoltes que, van obligar els cònsols elegits per a aquell any (326 aC), Gai Peteli Libó Visol i Luci Papiri Cursor Mugil·là, a promulgar la llei. A partir de llavors només els béns del deutor podien ser confiscats com a pagament però no les persones.
Marc Terenci Varró dona una data diferent per aquesta llei, l'any 313 aC.